# Caleb Ekuban
Caleb Ansah Ekuban (Villafranca di Verona, Italia; 23 de marzo de 1994) es un futbolista ghanés, nacido en Italia. Juega de delantero y su equipo actual es el Genoa de la Serie A. Es internacional absoluto por la selección de Ghana desde 2019.
Su hermano Joseph también es futbolista.

## Trayectoria
Nacido en Villafranca di Verona, Véneto, de padres ghaneses, Ekuban comenzó su carrera en las inferiores del Mantova 1911 y el Chievo Verona, en este último fue promovido al primer equipo en 2012. No llegó a debutar en el Chievo, y en sus primeros años fue cedido a clubes del ascenso italiano.
El 11 de julio de 2017, el Leeds United inglés anunció el fichaje del jugador por cuatro años. Debutó en su nuevo club el 9 de agosto ante el Port Vale por la Copa de la Liga.
El 29 de agosto de 2018, Ekuban fue cedido al Trabzonspor turco, club que finalmente fichó al jugador la siguiente temporada.
Tras tres temporada en Turquía, en agosto de 2021 regresó a Italia y se incorporó al Genoa en la Serie A.

## Selección nacional
Debutó en la selección de Ghana el 23 de marzo de 2019 ante Kenia por el Grupo F de la Clasificación para la Copa Africana de Naciones de 2019.

### Participaciones en copas
| Copa                           | Sede   | Resultado        |
| ------------------------------ | ------ | ---------------- |
| Copa Africana de Naciones 2019 | Egipto | Octavos de final |

## Clubes
| Club               | País       | Año           |
| ------------------ | ---------- | ------------- |
| Chievo Verona      | Italia     | 2012-2017     |
| Südtirol           | Italia     | 2013-2014     |
| Lumezzane          | Italia     | 2014-2015     |
| Renate             | Italia     | 2015-2016     |
| Partizán de Tirana | Albania    | 2016-2017     |
| Leeds United       | Inglaterra | 2017-2019     |
| Trabzonspor        | Turquía    | 2018-2019     |
| Trabzonspor        | Turquía    | 2019-2021     |
| Genoa              | Italia     | 2021-presente |

## Palmarés

### Títulos nacionales
| Título               | Club        | País    | Año     |
| -------------------- | ----------- | ------- | ------- |
| Copa de Turquía      | Trabzonspor | Turquía | 2019-20 |
| Supercopa de Turquía | Trabzonspor | Turquía | 2020    |